# Distretto di Lagonegro
Il distretto di Lagonegro fu una delle suddivisioni amministrative, subordinate alla provincia di Basilicata, del Regno di Napoli prima, dal 1806 al 1816, e successivamente del Regno delle Due Sicilie, fino al 1860.

## Istituzione e soppressione
Fu costituito con la legge sulla divisione ed amministrazione delle provincie del regno, n. 132 dell'8 agosto 1806, da Giuseppe Bonaparte e dal 1808 governato come avamposto militare dal nuovo Re di Napoli Gioacchino Murat poi subito dopo il 1816 continuato dai Borbone con Ferdinando l e Ferdinando ll. 
Con l'occupazione garibaldina e l'annessione al Regno di Sardegna del 1860, l'ente fu soppresso e succeduto dal Circondario di Lagonegro.

## Popolazione
All’epoca il distretto di Lagonegro dopo quello di Potenza era il più popoloso con 111.532 abitanti (di cui 10.599 nel capoluogo omonimo) seguito da Melfi con 89.864 e infine Matera con 88.261
La Basilicata comprendeva i seguenti distretti:
- Distretto di Potenza istituito nel 1806
- Distretto di Lagonegro istituito nel 1806
- Distretto di Matera istituito nel 1806
- Distretto di Melfi istituito nel 1816

## Suddivisione in circondari
Il distretto era suddiviso in successivi livelli amministrativi gerarchicamente dipendenti dal precedente. Al livello immediatamente successivo, infatti, individuiamo i circondari, che, a loro volta, erano costituiti dai comuni, l'unità di base della struttura politico-amministrativa dello Stato moderno. A questi ultimi potevano far capo i villaggi, centri a carattere prevalentemente rurale.
Con la legge n.272 dell'8 dicembre 1806 la provincia fu suddivisa in dieci circondari: Lagonegro, Moliterno, Maratea, La Rotonda, Carbone, San Chirico Raparo, Chiaromonte, Noja, Montalbano, Rotondella.
Il regio decreto per la nuova circoscrizione delle quattordici provincie del regno di Napoli, n. 922 del 4 maggio 1811, sostituì i circondari di Maratea, Carbone e Montalbano rispettivamente con quelli di Trecchina, Latronico e Sant'Arcangelo e il solo comune di Montalbano venne assegnato al circondario di Pisticci, del distretto di Matera. Solamente col ritorno dei Borbone, il circondario di Trecchina fu diviso in due con Lauria e Maratea come capoluoghi.
I circondari del distretto di Lagonegro, prima della soppressione, ammontavano perciò ad undici ed erano i seguenti:
- Circondario di Lagonegro:
Lagonegro, Bosco, Rivello
- Circondario di Chiaromonte:
Chiaromonte, Fardella, Francavilla, San Severino, Senise, Teana
- Circondario di Latronico:
Latronico, Carbone, Castelsaraceno, Episcopia
- Circondario di Lauria:
Lauria
- Circondario di Maratea:
Maratea, Trecchina
- Circondario di Moliterno:
Moliterno, Sarconi
- Circondario di Noia:
Noia, Casalnuovo, Cersosimo, San Costantino, San Giorgio, Terranova
- Circondario di Rotondella:
Rotondella, Bollita, Colobraro, Favale, Tursi
- Circondario di San Chirico Raparo:
San Chirico Raparo, Calvera, San Martino
- Circondario di Sant'Arcangelo:
Sant'Arcangelo, Castronuovo, Roccanova
- Circondario di Rotonda:
Rotonda, Castelluccio Inferiore, Castelluccio Superiore, Viggianello